# Teenage Mutant Ninja Turtles (1987)
Teenage Mutant Ninja Turtles, på flera håll i Europa även Teenage Mutant Hero Turtles, är en amerikansk tecknad TV-serie från Murakami-Wolf-Swenson. Serien hade premiär i USA den 28 december 1987, då som en så kallad miniserie. Serien var baserad på seriefigurerna "Teenage Mutant Ninja Turtles", fyra fiktiva muterade sköldpaddor, som "hittats på" av Kevin Eastman och Peter Laird, men mycket ändrades och originalserietidningarnas dystopiska och mörka atmosfär, med mycket våld, tonades ner till att bli mer barn- och familjevänlig.
Serien hade främst inslag av lätt action och humor, med starka inslag av science fiction. I flera avsnitt var handlingen, men även avsnittstitlarna, inspirerade av gamla science fiction-filmer från 1950- och 1960-talen. Serien visades på lördagsmornarna i syndikering från den 1 oktober 1988 till den 23 september 1989. Efter framgångarna utökades serien till att sändas måndag-fredag eftermiddag under perioden 25 september 1989-17 september 1993. Den 8 september 1990 flyttade serien till CBS, som "lördagsmorgontecknat", och visades i 60-minutersprogramblock 1990-1994, och därefter i 30-minutersprogramblock fram till serien avslutades den 2 november 1996.
Med seriens popularitet nådde karaktärerna mainstreammedia och deras namn sågs snart på det mesta, från frukostflingor till leksaker. De framgångsrika Archieserierna, baserade på serien till skillnad från de ursprungliga Mirageserierna, gavs ut åren 1988-1995. Actionfigurerna sålde bra i flera länder. 1990 visades TV-serien dagligen i över 125 TV-stationer, och serietidningarna sålde omkring 125 000 exemplar per månad.

## Handling

### Säsong 1–7
Ursprungsberättelsen skiljer sig starkt från Mirageserierna. I denna variant börjar Splinter sitt liv som människa, ninjamästaren Hamato Yoshi som intresserar sig för konsthistoria. Hamato Yoshi uteslöts ur Fotklanen i Japan efter att blivit lurad av Oroku Saki, som med kniv satte fast Hamato Yoshis kimono mot vägen, vilken hindrade honom på att buga för en sensei. När Hamato Yoshi drar loss kniven, tror övriga närvarande i lokalen att Hamato Yoshi försöker mörda senseien. Hamato Yoshi utesluts från Fotklanen, och flyr till USA, där han gömmer sig i New Yorks avlopp. Samtidigt i Japan tar Oroku Saki över Fotklanen, som börjar begå rån och andra brott.
Samtidigt i New Yorks avlopp lever Hamato Yoshi, med råttorna som vänner. En dag faller fyra sköldpaddor, som en pojke på väg från djuraffären tappat, ner i avloppen. En dag hittar Hamato Yoshi sköldpaddorna inkletade i en glödande vätska. Sörjan gör sköldpaddorna mänskliga, medan Hamato Yoshi, som nyligen varit i kontakt med en råtta, blir till en människoråtta, som sköldpaddorna ger namnet "Splinter". Serien, samt TMNT Adventures, är den enda variant där sköldpaddorna kommer till Hamato Yoshi innan de utsätts för mutationen. Hamato Yoshi blir här en råtta, och är inte hans husdjur som i många andra varianter. Hamato Yoshi tränar sköldpaddorna i ninjitsu, och namnger dem efter fyra europeiska renässanskonstnärer: Donato di Niccolò di Betto Bardi (Donatello), Leonardo da Vinci (Leonardo), Michelangelo di Lodovico Buonarroti Simoni (Michelangelo) och Raffaello Sanzio da Urbino (Raphael). I många andra varianter kallas sköldpaddorna ofta vid sina smeknamn Don/Donnie, Leo, Mikey och Raph, men i denna varianten kallas de nästan alltid vid sina fulla namn. Varje sköldpadda bär en bandana med specifik färg, och varje sköldpadda har ett specifikt vapen.
Samtidigt har Oroku Saki lämnat Japan och hittat Hamato Yoshi i New York, och försöker förinta honom en gång för alla. Oroku Saki har börjat samarbeta med Krang, en utomjording som fördrivits från sitt hem, Dimension X. Oroku Saki har samtidigt antagit en ny stil, med taggförsedd rustning, mantel och metallmask för munnen går han under smeknamnet "Shredder".
Det visar sig tidigt att mutagenet som förvandlade sköldpaddorna och Splinter hälldes ner i avloppen av Shredder, i tron att det var ett dödligt gift.
Sköldpaddorna försöker spåra upp personen som hällde mutagenet i avloppen, och tvinga honom eller henne att återförvandla Splinter till människa. När de får reda på att Shredder ligger bakom mutationen, försöker de stoppa honom med hjälp av nyhetsreportern April O'Neil. Detta är dock farligt, eftersom mutagenet kan återförvandla sköldpaddorna till vanliga sköldpaddor igen. Ofta när deras vänner är i fara ger sig sköldpaddorna ut för att bekämpa brott, utanför samhällets lagar. En annan vigilant är Casey Jones, som sköldpaddorna stöter på under tredje säsongen. Under de första säsongerna försökte sköldpaddorna främst gömma sig från omvärlden, vilket under senare säsonger tonas ner, när alltfler invånare börjar se dem som hjältar. Sköldpaddorna får dock ofta tampas med invånare som misstror dem, bland annat på grund av att Aprils arbetsgivare Burne Thompson och kameramannen Vernon Fenwick på Channel 6 beskyller dem för andras gärningar. Trots detta lyckas sköldpaddorna skaffa sig några få vänner bland stadens invånare. Även på Channel 6 skaffar sig sköldpaddorna från andra säsongen en vän, sekreteraren Irma.
Shredder, Krang samt Bebop och Rocksteady (två gatuligister muterade till vildsvin respektive noshörning av Shredders mutagen), deras fotrobotar försöker tillintetgöra sköldpaddorna, och skaffa sig världsherravälde. I många avsnitt försöker de återuppladda Teknodromen, Krangs fästning, då den varit strandsatt i Dimension X (säsong 2 och 4), Jordens kärna (säsong 3), Arktis (säsong 5), eller på botten av Norra ishavet (säsong 6-7). I andra avsnitt medverkar andra, oftast mindre skurkar, som antagonister.

### Säsong 8–10
Under de tre sista säsongerna fick serien en mörkare atmosfär, och animationen blev mörkare. Sköldpaddorna lyckas vid slutet av den åttonde säsongen skicka Shredder, Krang, Bebop och Rocksteady till Dimension X, och förstöra Teknodromens motorer. Shredder och Krang återvänder senare till Jorden under tionde säsongen. Under nionde och tionde säsongen är huvudantagonisten den utomjordiske krigsherren Lord Dregg, som bedriver propagandakampanjer mot sköldpaddorna. Sköldpaddorna drabbades under nionde och tionde säsongen även av instabila mutationer, som tillfälligt kunde göra dem till stora muskelberg. Under nionde säsongen fick sköldpaddorna även en ny vän, Carter, en man som också utsattes för mutagen, och senare tidsreste till framtiden för att kunna bota sin mutation. Dregg avslöjas senare som skurk, men sköldpaddorna äras aldrig officiellt av myndigheterna eller staden som hjältar. I sista avsnittet skickar sköldpaddorna iväg Dregg till Dimension X.

### Senare
2009 medverkade sköldpaddorna från 1987 års serie i filmen Turtles Forever, samt andra rollfigurer som Shredder och Krang. De stötte då på sina motsvarigheter från ett parallellt universum, nämligen 2003 års serie.
I april 2013 bekräftade Ciro Nieli, producent för 2012 år TV-serie, att sköldpaddorna i 1987 års serie skulle medverka i ett entimmesavsnitt ("Wormquake!") under säsong 2, med Cam Clarke, Townsend Coleman, Barry Gordon och Rob Paulsen som röstskådespelare. Under säsong 4 av 2012 års serie medverkade de återigen, i avsnittet "Transdimensionella Turtles", som sändes i slutet av mars 2016, där Pat Fraley återigen läser Krangs röst. Krang ur 1987 års serie visar sig vara en släkting till Kraang Subprime, och bannlystes till Jorden i en annan verklighet (1987 års serie).
Under säsong 5 av 2012 års serie (2017) gjordes slutligen en tredje crossover mellan 1987 och 2012 års serier.

## Betydelse
Fastän historien skiljde sig starkt från originalserietidningarna är 1987 års tecknade TV-serie om TMNT den mest nämnda och populära versionen. Fenomenet fick en status i populärkulturen. Serien var nästan lika populär i slutet som i början. Serien introducerade flera uttryck, som "Cowabunga!", "Go Green Machine!", "Turtle Power!" och "Turtles fight with honor!", inte bara till engelskan utan även till svenskan. 1987 års tecknade TV-serie om TMNT var en viktig del av serien, många människor tror att detta är den första och/eller enda versionen.

## Musik
Serien fick bra kritik för musiken. De flesta avsnitten innehöll en bakgrundsmusik som speglade situationen (till exempel fara, action, utforskning, förvirring, mystik, seger), samt identifierande musik för platser som till exempel New Yorks kloaker, Channel 6 och Teknodromen. Musiken komponerades av Chuck Lorre och Dennis Challen Brown (först namngiven D.C. Brown, senare Dennis C. Brown). Chuck Lorre skrev även den berömda signaturmelodin.
Channel 6-musiken förekommer även i TV-spelet Turtles in Time.

## Röster
Rösterna spelades in i Los Angeles, och röstskådespelarna befann sig alla i studion samtidigt. Renae Jacobs, som läste April O'Neils röst, menar att skådespelarna själva trots förfrågan inför varje säsong att göra serien tuffare, i stället fokuserade på skämten för att de skulle passa både yngre och äldre tittare.

## Figurer

### Huvudfigurer
- Leonardo: Sköldpaddan med blå mask som har två ninjato (beskrivs mycket ofta felaktigt som katana) som vapen. Den inofficiella ledartypen för sköldpaddorna, och står Splinter närmast. Engelskspråkig röst: Cam Clarke.
- Donatello: Sköldpadda med lila mask som har en bo som vapen. Han är intresserad av astronomi, naturvetenskap samt teknik, och tycker om att arbeta med uppfinningar. Engelskspråkig röst: Barry Gordon.
- Raphael: Sköldpaddan med röd mask som har två sai som vapen. Han skämtar ofta, istället för att vara extremt våldsam som i andra TMNT-versioner. Engelskspråkig röst: Rob Paulsen, förutom sista säsongen då hans engelskspråkiga röst lästes av Michael Gough.
- Michaelangelo: Sköldpaddan med orange mask som har två nunchaku som vapen. Han är den mest "omogne" av sköldpaddorna, och mest intresserad av fest. Han talade mycket slang, och är källan till många av uttrycken sköldpaddorna använde. Engelskspråkig röst: Townsend Coleman.
- Splinter: Född i Japan som Hamato Yoshi, en framstående mästare i ninjutsu och sensei, var tidigare en människa men blev muterad till en råtta och som tränade sköldpaddorna i ninjutsu. Engelskspråkig röst: Peter Renaday.
- April O'Neil: Rödhårig TV-reporter för Channel 6 som upptäcker sköldpaddornas hem i kloakerna. Vän till sköldpaddorna. I de två sista säsongerna valde hon att säga upp sig från Channel 6 och blev istället frilansjournalist. Engelskspråkig röst: Renae Jacobs.
- Shredder: Sköldpaddornas ärkefiende, Oroku Saki. Shredder har en rustning med knivblad och en metallmask. Han brukar ha ansiktets undre del bakom masken, bara ibland visar han det. Engelskspråkig röst: James L. Avery, utom 1995-1996, då hans engelskspråkiga röst lästes av William Martin. Shredder har i denna variant en lillebror vid namn Kazuo Saki, som arbetar som polisman i Tokyo, Japan, och en mor vid namn Miyoko Saki.
- Krang: En hjärnliknande utomjording från Dimension X. Krang har ingen kropp, utan använder hjälpmedel. Krang bor i Teknodromen, en stor rörlig fästning som han och Shredder har som sitt högkvarter. Krang och Shredder brukar samarbeta. Karaktären Krang var inspirerad av utromerna, en fredsälskande utomjordisk ras som påminde om Krang utseendemässigt men som gjorde goda gärningar på Jorden. Engelskspråkig röst: Pat Fraley.
- Bebop och Rocksteady: Tidigare medlemmar i ett gäng i New York. De gick med på att muteras av Shredder för att få styrka. Bebop är ett talande vårtsvin och Rocksteady en talande noshörning. Trots styrka rår de sällan på sköldpaddorna. Engelskspråkiga röster: Barry Gordon (Bebop), Cam Clarke (Rocksteady).
- Fotsoldater: Ninjor ledda av Shredder. I 1987 års version är de flesta fotsoldater robotar.
- Irma Langinstein: Arbetar på Channel 6 och är bästa vän med April. Irma söker ofta en fästman. Sedan slutet av säsong 2 är hon vän till sköldpaddorna. Engelskspråkig röst: Jennifer Darling.
- Vernon Fenwick: En reporter på Channel 6 som tycker illa om sköldpaddorna. Konkurrerar med April om att vara först om nyheter. Engelskspråkig röst: Peter Renaday.
- Burne Thompson: Chefen för Channel 6. Han betraktar sköldpaddorna som ett hot mot samhället och gör ofta sitt bästa för att bevisa att det verkligen är så, utan att veta hur det egentligen ligger till. Han har ofta medhåll av sin medarbetare Vernon, men inte av April och Irma. Burne Thompsons flickvän heter Tiffany.

### Ovanligare figurer
Återkommande figurer
- Casey Jones: Bekämpar brott utanför det etablerade samhällets metoder. En vän till sköldpaddorna. Casey Jones bär en ishockeymålvakts mask och är beväpnad med golfklubbor, basebollträn och cricketträ. Engelskspråkig röst: Pat Fraley. Casey Jones förekommer även i andra TMNT-versioner, då ofta som huvudkaraktär.
- Dr. Baxter Stockman: En vit (inte svart, som i originalserierna) vetenskapsman som hjälpte Shredder tills han blev en fluga i Krangs försök att förgöra honom i en konflikt. Sedan dess har han krävt hämnd på Shredder och Krang, och ofta även hela världen runtomkring. Baxter Stockman är med i de flesta TMNT-versioner, men blir bara muterad i denna. I denna variant har han en tvillingbror, Barney Stockman. Barney Stockman (som aldrig blir muterad) liknar sin bror, och måste ofta förklara att han inte är Baxter.
- Råttkungen: En man som lever i kloakerna och kommunicerar med råttor genom att spela melodier på flöjt. Han lyckades hypnotisera Splinter att slåss mot sköldpaddorna. Han hjälper dem som passar honom bäst för tillfället, ibland sköldpaddorna och ibland Shredder.
- Zack: En ung pojke som beundrar sköldpaddorna. Zack har en äldre bror som heter Walt, han har en dröm om att komma med i gruppen som en femte sköldpadda. I slutet av debutavsnittet blev han hedersmedlem i gruppen. Medverkar sedan dess i flera avsnitt under seriens gång, bland annat med sin bästa vän Caitlyn.
- Lord Dregg: Utomjording och den slutgiltiga fienden till sköldpaddorna. Medverkar från nionde säsongen som en ersättare till både Shredder och Krang, till skillnad från Shredder är han mer seriös i sitt handlande.
- Usagi Yojimbo: En samuraj-kanin från en alternativ verklighets 1600-talets Edoperiod i Japan där djur är de dominerande raserna, inte människor. Usagi Yojimbo är en serietidning skapad av Stan Sakai. Karaktären heter egentligen Miyamoto Usagi; vilket glömdes bort av de som gjorde TMNT-serien.
- Punkgrodorna (Grodan Attila, Genghis groda, Napoleon Bonagroda och Rasputin den galna grodan): Fyra muterade grodor från träskmarkerna Florida som muterades av Shredder och tränade att slåss på hans sida. Men sköldpaddorna övertalade dem att gå över på deras sida då de räddade Punkgrodorna från myndigheterna, då invånarna trodde att sköldpaddorna begick de bankrån som Punkgrodorna skickats ut av Shredder för att göra. Punkgrodorna levde sedan i Floridaträsken serien ut, men ibland återvände de till staden för att besöka sköldpaddorna.
- Slash: Bebop's husdjurssköldpadda, som han och Rocksteady muterade. Bebop och Rocksteady skickade Slash efter sköldpaddorna, men Slash visade sig vara dummare än Bebop och Rocksteady. Slash återvände i senare episoder.
- Big Louie: En maffiaboss som leder en maffia. Ibland arbetar Big Louie ihop med Shredder.
- Carter: Introducerad under säsong 9, kommer för att studera kampsport hos Splinter. Kommer vid en olyckshändelse i kontakt med mutagen. Efter att ha hjälpt sköldpaddorna många gånger mot Dregg, återvänder Carter till college och Donatello lyckas stabilisera hans mutation. Slutligen återvänder han en sista gång för att hjälpa sköldpaddorna mot Dregg.
- Don Turtelli: En lokal gangsterboss, som påminner om Gudfadern. Ihågkommen för att skaffa fram information genom att kittla "offret" med fjädrar under fötterna.
- Stenkrigarna: Krangs armé från Dimension X. Leds av General Traag. Andre befälhavare över stenkrigarna, och general Traags högra hand, är ndre befälhavare över stensoldaterna och general Traags högra hand, är löjtnant Granitor.
- Leatherhead: Fiende till sköldpaddorna, han är en muterad krokodil med en otrevlig attityd. Lever i Florida, och hamnar ofta i bråk med Punkgrodorna.
- Lotus Blossom: En kunoichi från Japan, hyrd av Krang för att förinta sköldpaddorna. Men hon utvecklade respekt för Leonardo och försökte bli "ihop" med honom. Är sedan dess en trogen vän till sköldpaddorna. I avsnittet Farewell, Lotus Blossom avslöjas det att hennes kropp är ett kärl för en japansk kvinnas flera hundra år gamla ande, vilket förband henne till den antika världen. Spöket efter en uråldrig mäktig samuraj befriar henne från anden och återvänder med henne till sin egen tid genom den urna han ursprungligen kom ifrån. Efter det kunde Lotus leva ett normalt liv i den moderna världen.
- Neutrinerna: Tonåringar från Dimension X i flygande bilar. Deras namn är Dask, Kala, and Zak och de är nära vänner till sköldpaddorna. Sköldpaddorna fick den ena av deras flygbilar, men neutrinerna glömde nämna att den går på plutonium. Engelskspråkig röst av: Thom Pinto (Dask), Tress MacNeille (Kala och Zak). Deras husdjur heter "Grybyx".
- Pinky McFingers: Lokal maffiaboss.
- Mondo Gecko: En ödla som fanns med vid sköldpaddornas mutation, och som också muterades men plockades upp och blev ivägburen av en brottsling innan Splinter hittade sköldpaddorna. Mondo Gecko uppfostrades av brottslingar till att utföra rån och andra brott. Michelangelo träffade Mondo Gecko och fick över honom på sköldpaddornas sida. Mondo Gecko flyttade sedan in i sköldpaddornas kloak, där han levde "granne" med sköldpaddorna. Medverkar i Michaelangelo Meets Mondo Gecko och Dirk Savage: Mutant Hunter.
- Mona Lisa: En kvinnlig ödlemutant som en gång var människa. Samarbetade med Raphael i kampen mot Captain Filch.

## Fordon och utrustning
Som många TV-seriefigurer har sköldpaddorna och deras vänner och fiender fordon och utrustning. 

### Fordon
- Sköldpaddsbilen (engelska: Turtle Van) eller Partyvagnen (engelska: Party Wagon): Sedan sköldpaddorna kommit åt Baxter Stockmans minibuss utrustar Donatello minibussen med delar från Baxter Stockmans verkstad för att bygga en ny bil. Sköldpaddorna förvarar sköldpaddsbilen i ett vattenfattigt utlopp i sitt gömställe i New Yorks kloaker. Under tredje säsongen utrustas sköldpaddsbilen även med en anordning som gör att den kan användas som en slags båt för färder över vatten. I den TV-serien från 2003 använder sköldpaddorna ett annat fordon, "Battle Shell".
- Sköldpaddornas luftskepp (engelska: Turtle Blimp) Ett mindre luftskepp byggt av Donatello av delar från Baxter Stockmans utrustning. Glidaren kan separeras från ballongen, vilket möjliggör landningar på ställen som annars skulle vara omöjliga, till exempel i trånga gränder. Separeringen ballong-glidare fungerar även som nödlandning.

### Prylar
- Sköldpaddsradio (i Media Dubb AB:s tolkning) eller (engelska: Turtle Comm)  en bärbar kommunikationsradio av mindre typ. De påminner om sköldpaddsskal, och används av sköldpaddorna, April och Splinter.  Även Zach får en Turtle Comm, under säsong 3 i avsnittet "The Fifth Turtle".
- Donatellos dimensionsport, introducerad under säsong tre, en mindre, hopplockbar, dimensionsport som används för resor i tid och rum. En bärbar variant introduceras senare.

## Svenskspråkiga tolkningar
1987 års tecknade TV-serie av Teenage Mutant Ninja Turtles har dubbats till svenska av två olika dubbningsbolag. Första gången av Media Dubb för TV-visningar på TV3 och TV 1000, och andra gången av Sun Studio för VHS-utgivningar och senare för DVD. I Media Dubbs version lästes rösterna ursprungligen av Johan Wahlström, Johan Hedenberg, Andreas Nilsson, Bosse Bergstrand, Fredrik Dolk, Annelie Berg, Maria Weisby och Steve Kratz. Under tredje säsongen blev Johan Wahlström, Andreas Nilsson och Bosse Bergstrand utbytta mot respektive Sven-Åke Wahlström, Staffan Hallerstam och Peter Sjöquist. I Sun Studios version lästes rösterna av Kenneth Milldoff, Håkan Mohede och Nina Gunke.

## Mottagande
IGN utnämnde TV-serien på 55:e plats av topp 100-lista för bästa animerade TV-serier.

### Fotnoter
1. ↑  Magnus D. Johansson (3 maj 2007). ”Retrospektiv Teenage Mutant Ninja/Hero Turtles II”. Popkorn. http://www.popkorn.nu/mm-arkiv/retrospektiv_002.html. Läst 15 juli 2016.
2. ↑  ”Teenage Mutant Ninja Turtles On TV”. IGN. 21 mars 2007. http://uk.tv.ign.com/articles/774/774796p1.html. Läst 9 december 2015.
3. ↑  Carter, Bill (26 november 1990). ”THE MEDIA BUSINESS; Ninja Turtles Save the Day For CBS Children's Lineup”. The New York Times. http://www.nytimes.com/1990/11/26/business/the-media-business-ninja-turtles-save-the-day-for-cbs-children-s-lineup.html. Läst 7 augusti 2010.
4. ↑  Truitt, Brian (3 april 2013). ”'TMNT' embraces animated Turtle power in five ways”. USA Today. http://www.usatoday.com/story/life/2013/04/03/teenage-mutant-ninja-turtles-animated-series/2048617/.
5. ↑  Jamie Lovett (7 mars 2016). ”Eighties Teenage Mutant Mutant Ninja Turtles To Make Appearance On Current Animated Series” (på engelska). Comicbook. http://comicbook.com/2016/03/07/eighties-teenage-mutant-mutant-ninja-turtles-to-make-appearance-/. Läst 13 november 2017.
6. ↑  ”Tales of the Teenage Mutant Ninja Turtles: Wanted Bebop & Rocksteady” (på engelska). TV Shows on DVD. 6 juli 2017. Arkiverad från originalet den 28 oktober 2017. https://web.archive.org/web/20171028123604/http://www.tvshowsondvd.com/news/Teenage-Mutant-Ninja-Turtles-Wanted-Bebop-and-Rocksteady/23437. Läst 23 november 2017.
7. ↑  Justin Bozung (9 april 2013). ”Chatting with April O'Neil”. Teenage Mutan Ninja Turtles. http://www.teenagemutantninjaturtles.com/2013/04/09/chatting-with-april-oneil-an-interview-with-renae-jacobs/. Läst 13 november 2017.
8. ↑  ”Arkiverade kopian”. Arkiverad från originalet den 11 februari 2009. https://web.archive.org/web/20090211135403/http://tv.ign.com/top-100-animated-tv-series/55.html. Läst 7 februari 2009.